# Kansas City (chanson)
Pour les articles homonymes, voir Kansas City.
Kansas City est une chanson de rhythm and blues écrite en 1951 par Jerry Leiber et Mike Stoller. Enregistrée par Little Willie Littlefield, elle est éditée en single en novembre 1952 par le producteur Ralph Bass sous le titre « K.C. Loving ». Devenue un tube pour Wilbert Harrison, elle est ensuite reprise par de nombreux autres musiciens, dont Little Richard et The Beatles.

## Historique
Après un premier succès obtenu avec Hard Times pour Charles Brown en 1951, Leiber et Stoller sont sollicités pour écrire 4 nouveaux titres pour Little Willie Littlefield. Bien que n'y ayant jamais mis les pieds, ils composent un hymne à la ville de Kansas City, à la frontière du Kansas et du Missouri. En utilisant « une mélodie fluide et douce plutôt qu'une énième variation de blues à 12 mesures », ils parviennent à « combiner l'habileté de la pop classique avec le sentiment d'éternité des chansons folk ». La chanson est enregistrée par Littlefield en 1952, mais Ralph Bass remplace le titre par K.C. Loving lors de la parution du single chez Federal Records, trouvant cette formule plus moderne.
Wilbert Harrison enregistre Kansas City, qu'il a l'habitude de jouer sur scène depuis longtemps déjà, en février 1959 au studio Bell Sound à Manhattan pour le label Harlem de Bobby Robinson. Il est accompagné au piano par Ike Turner et par Jimmy Spruil à la guitare. Sa reprise est no 1 du Billboard Hot 100 pendant deux semaines en mai 1959.
En 1984, une version enregistrée au début des années 1960 par Tony Sheridan est utilisée sur l'album The Early Tapes of the Beatles, une version augmentée de l'album The Beatles' First ! paru en 1964, pour complémenter les huit enregistrements effectuées en Allemagne par le jeune groupe britannique. En janvier 1969, le groupe britannique interprète un bœuf de la chanson, en medley avec la chanson Miss Ann de Little Richard, lors des séances d'enregistrements qui deviendront l'album Let It Be mais sans l'inclure dans celui-ci. On peut voir la prestation de ce medley dans le documentaire The Beatles: Get Back en 2021.
Little Richard a enregistré la chanson dès 1955, mais cette version ne sera pas commercialisée avant novembre 1970 sur l'album compilation Well Alright!.

### Kansas City/Hey, Hey, Hey, Hey
Kansas City est surtout restée célèbre grâce au pot-pourri intitulé Kansas City/Hey, Hey, Hey, Hey. Créé et enregistré en 1959 par Little Richard, il combine la mélodie de Kansas City, mais avec de nouvelles paroles, avec sa propre chanson, Hey, Hey, Hey, Hey, en finale. Cette chanson sort en 45 tours simplement avec le titre Kansas City. Elle connaît la gloire lorsqu'elle est ensuite reprise en 1964 par les Beatles, sur Beatles for Sale, leur quatrième album. Jusqu'en 1976, ce medley est toujours intitulé Kansas City sur les publications des Beatles et non crédité à Penniman.

## Distinction
La version de Wilbert Harrison a reçu le Grammy Hall of Fame Award en 2001.

## Reprises
Parmi les autres artistes ayant repris cette chanson, on peut citer notamment :
- Bill Haley sur l'album Bill Haley & his Comets (1960)
- Wanda Jackson sur There's a Party Goin' On (janvier 1961)
- Ann-Margret sur And Here She Is (1961)
- Brenda Lee sur All the Way (1961)
- Carl Mann,
- Trini Lopez sur More Trini Lopez at PJ's (1963)
- Dick Dale (1963)
- James Brown sur l'album Live at the Apollo (1963)
- Billy Lee Riley (1964)
- Sammy Davis Jr. sur Sammy Davis, Jr. Sings the Big Ones for Young Lovers (1964)
- Fats Domino sur Getaway With Fats Domino (1965)
- Count Basie sur Basie's Beatle Bag (1966)
- The Spencer Davis Group
- Albert King sur Born Under a Bad Sign (1967)
- Joya Landis (octobre 1968) (Trojan TR620A)
- T-Bone Walker (K.C. Loving) sur l'album Very Rare (1973)
- Vince Taylor (1973)
- Joe Dassin (1979)
- Hound Dog Taylor sur Genuine Houserocking Music (1982)
- Paul McCartney sur Снова в СССР (1988)

Elle est adaptée en français en 1963 par Eddy Mitchell sur l'album Eddy in London.